# 聖方濟保濟亞中學
聖方濟保濟亞中學（英語：St. Francis Borgia High School）是美國密蘇里州華盛頓的一所天主教中學，建於1901年。該校於2021年有在校學生430人。
該校校史可追溯至1901年，當年該校有23名學生。1910年，該校轉為兩年制商業學校。1934年，該校正式成為四年制堂區中學。隨着學校規模擴大及更多學生入學，該校需要更大的校園。經歷了四次搬遷後，最終於1982年落腳保濟亞徑1000號，靠近華盛頓市中心。

## 知名校友
- Brock Olivo
- Matt Pickens[2]

## 外部連結
- School Website （页面存档备份，存于）（英文）

38°33′1″N 91°1′32″W / 38.55028°N 91.02556°W